# Franz Ignaz Beck

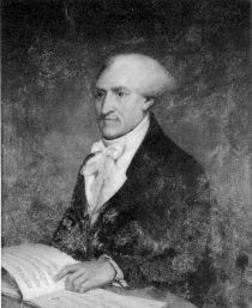
Franz Ignaz Beck

Franz Ignaz Beck (of Ignaz Beck) (20 februari 1734 in Mannheim - 31 december 1809 in Bordeaux) was een Duits componist en dirigent.
Hij kreeg de eerste lessen van zijn vader en later van Johann Stamitz. Na een duel, dat eindigde met de dood van zijn tegenstander, verliet hij Duitsland. Via Venetië en Napels kwam hij terecht in Frankrijk. Hij werd in Marseille dirigent van een theaterorkest. Vervolgens vertrok hij naar Bordeaux om daar van 1806 tot 1809 een operaorkest te leiden.
Beck behoort tot de leden van de Mannheimer Schule, door wie Mozart sterk is geïnspireerd. Tot de Mannheimer Schule behoorden componisten zoals Franz Xaver Richter, Christian Cannabich en Carl Stamitz.
Beck verwierf faam met de compositie van een set van 24 symfonieën. Hij dirigeerde de première van zijn oratorium Stabat Mater (1783) in Versailles. Dit weinig gespeelde oratorium werd in 2005 uitgevoerd in het Concertgebouw Amsterdam door La Stagione Frankfurt. 
- Biblioteca Nacional de España: XX1774656
- Bibliothèque nationale de France: cb147846695 (data)
- Gemeinsame Normdatei: 119029669
- International Standard Name Identifier: 0000 0000 8161 8638
- Library of Congress Control Number: n84018481
- MusicBrainz: ca9bf05f-a5cb-4aaf-b640-73f18abbc1c0
- Nationale Bibliotheek van Tsjechië: jx20100302001
- Nationale Bibliotheek van Israël: 987007429073905171
- Nederlandse Thesaurus van Auteursnamen: 15313853X
- Istituto Centrale per il Catalogo Unico: MUSV005547
- SNAC: w62267p8
- Système universitaire de documentation: 032392621
- Virtual International Authority File: 87557460
- WorldCat: E39PBJw938X4rtCFj4gFFDQXh3